# イムラン・カーン
イムラン・カーン・ニヤーズィー（ウルドゥー語: عمران خان نیازی、Imran Khan Niazi、1952年11月25日 - ）は、パキスタンの元クリケット選手、政治家。第22代首相（2018年 - 2022年）。

## 経歴・人物
1971年から1992年にかけて20年間以上もパキスタン代表としてプレイし、1982年から1992年までは代表のキャプテンも務めた。1987年ワールドカップ終了後にいったんは引退したものの、1988年には再びチームに戻るように呼ばれた。彼が40歳のときの1992年ワールドカップではパキスタンにとって初めてとなる優勝を果たした。彼はテスト・クリケットにおいて通算3,807ランと362ウィケッツの記録も保持している。
引退後は政界に進出。1996年に自ら結党したパキスタン正義運動の党首に就任し、同党所属のパキスタン国民議会下院議員を務めている。結党当初は1議席と規模は小さかったが、2018年7月25日投開票の総選挙では結党22年にして第1党に躍進。同年7月30日には、少数政党や無所属議員との協力により次期首相への就任が確実となり、8月17日の国民議会下院において首相に選出され、翌18日に就任の宣誓式を行った。
2019年9月に訪米し、9月27日には国際連合総会で演説。カシミール地方をめぐる争いが全面戦争になれば、大きさが隣国（インド）の1/7の国の場合、選択肢は降伏するか死ぬまで戦うかしかないとして、核兵器の使用を辞さないことを警告した。
篤志家としても知られ、慈善事業にも積極的で1996年には世界的な資金調達により、ショカト・ハヌム記念病院の設立を援助し、2008年にはナマル大学の設立にも資金を投じた。そのほか、クリケットの解説者を務めている。イギリス人の元妻ジェマイマ・ゴールドスミスは、ロスチャイルド家の親戚であるユダヤ人実業家ジェームズ・ゴールドスミスの娘である。
2021年3月18日、パキスタンのアリフ・アルヴィ大統領夫妻も接種した中国のシノファーム製の新型コロナワクチン（BBIBP-CorV）の初回接種を受けたものの、2日後の同月20日にウイルス検査で陽性となり自主隔離に入った。
首相就任後は、外貨準備の枯渇や物価の高騰など経済を低迷させたとして批判が高まり、2022年4月には野党が下院議会に内閣不信任決議案を提出。与党の一部もこれに同調する動きを見せたため可決される可能性が高まっていたが、カーン寄りの下院議長が採決直前で却下。カーンは解散総選挙に打って出る方針を表明し、4月3日に議会は解散されたが、野党は最高裁判所に提訴。4月7日、最高裁は議会解散を違憲と判断し、4月10日に内閣不信任決議案の採決が行われ、賛成多数で可決されたため、カーンは即時失職した。なお、首相を解任されたことについてカーンはアフガニスタンやロシア、中国に対する外交政策上の姿勢を理由に、野党がアメリカと結託して自分を排除したと主張を続けている。

失職後もテレビ番組に出演するなどの活動を続けたが、規制当局から発言がヘイトスピーチに当たると指摘され、テレビの生放送番組への出演が禁じられた。2022年8月22日には、集会で行った演説で警察と司法当局を脅迫して職務を妨害したとして、反テロ法違反の疑いで起訴された。また同年10月21日には、首相時代に外国の要人から受け取った贈答品を申告していなかったとして選挙管理委員会が公職に就くことを5年間禁止し、議員資格を剥奪した。11月3日には集会で足元を狙撃され負傷している。
2023年5月9日、首相在任中にイギリスが差し押さえたパキスタンの不動産王の資産返還に際して便宜を図り、見返りとしてカーンの妻による大学設立のため、土地の寄付を受けた汚職事件に関与した疑いで、イスラマバードの裁判所でパキスタン捜査当局により身柄を拘束された。同月11日、最高裁判所は逮捕は違法との判断を示し、カーンの釈放を命じた。イスラマバードの高等裁判所は2週間の釈放を認め、カーンは12日に釈放された。また裁判所は当局に対し15日まではいかなる罪状での逮捕も禁止するとする命令を出した。
同年8月5日、汚職の罪でイスラマバードの裁判所から禁錮3年の有罪判決を言い渡された。首相在任中に海外要人からの贈答品を無断で売却して利益を得た罪に問われた。同月29日、イスラマバードの高等裁判所は一審判決の効力の一時停止を決め、保釈も認めた。しかし直後に今度は首相在任中に外交公電の内容を公表した疑惑が持ち上がり、公職守秘法違反容疑の捜査で再び身柄を拘束され、10月23日に起訴された。
2024年1月30日、特別法廷は国家機密を漏えいした罪でカーンに懲役10年の判決を下した。翌31日にはさらに、外国の要人から受け取った贈答品を違法に売却した罪でカーンに禁錮14年の判決を下した。2月3日、イスラム法が定めた再婚禁止期間に違反して現在の妻と結婚した罪で、カーンと妻にそれぞれ禁錮7年と罰金50万パキスタンルピーの判決が言い渡された。
6月3日、高等裁判所は国家機密を漏えいした罪について一審判決を覆し無罪を言い渡した。7月14日には再婚禁止期間に違反して現在の妻と結婚した罪についても一審判決を覆し無罪が言い渡された。
2025年1月17日、不動産開発業者から不正な利益と引き換えに土地を受け取った罪に問われた裁判で、裁判所は禁固14年の判決を言い渡した。カーンの妻には禁固7年の判決を言い渡した。

## 著作
- イムラン・カーン、ジョージ・ソロスほか 『世界は、考える』（野中邦子訳、土曜社、2013年）